# Хворостинин, Иван Андреевич
Князь Иван Андреевич Хворостинин (ум. 28 февраля (10 марта) 1625, Сергиев Посад) — русский государственный деятель и писатель, единственный сын князя Андрея Ивановича Хворостинина.

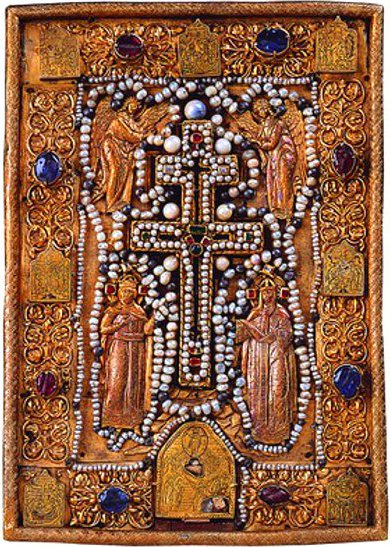
Икона-мощевик из ковчега кн. Ивана Хворостинина (1621 г., Благовещенский собор Московского Кремля).

## Биография
В 1605 году находился при дворе Лжедмитрия I. В мае 1606 года на свадьбе Лжедмитрия I и Марины Мнишек первый у государева стола, на следующий день четвёртый, ходил с ним в баню. В этом же году пожалован сперва окольничим, а потом кравчим.
В 1606 году за близость к самозванцу и «шатость в вере» был сослан царём Василием Ивановичем Шуйским в Иосифо-Волоколамский монастырь. В 1610 или в начале 1611 года смог вернуться в Москву, где присутствовал при столкновениях патриарха Гермогена с правительством. В 1612 году участвовал в освобождении Москвы.
В 1613—1614 годах — участвовал в боевых действиях против войск Речи Посполитой и отрядов И. М. Заруцкого. В 1613 году служил воеводой во Мценске, в марте, когда были выдвинуты войска против литовцев, опустошавшие Белёвский, Мещовский, Калужский и Козельский уезды, Хворостинин, стоявший под Козельском, в шести верстах от князя А. Хованского, отказался явиться на помощь последнему, против атакующего неприятеля. Частые столкновения между двумя этими приверженцами «латинской ереси», имевшие своим последствием постоянные военные неудачи, вселили в московское правительство сомнения в благонадёжности обоих полководцев и они были сменены. В этом же году, вместе со своим родственником Юрием Дмитриевичем Хворостининым местничал с князьями А. И. Хованским и Ю. Е. Сулешевым, по поводу назначений. В 1614 году первый воевода Сторожевого полка в Новосили. В 1616 году упомянут дворянином. В 1618-1619 годах первый воевода в Переяславле-Рязанском. Имел поместный оклад 1200 четвертей земли и денежный 170 рублей.
Хворостинин не стеснялся резко высказывать своё недовольство старыми порядками и стремлением ко всему новому, заграничному. Он отрицал воскресение мертвых, необходимость поста и молитвы. На что, вышел указ царя Михаила Фёдоровича и патриарха Филарета, в котором: «он напрямую обвинялся в приверженности Лжедмитриям, где впал в ересь, православную веру хулил, христианские обычаи не соблюдал, за что, говорилось в указе, царём Шуйским был сослан в монастырь и далее, в правление царя Михаила Фёдоровича, князь Хованский, несмотря на увещевания, продолжал данную политику, своим крестьянам запрещал ходить в церковь и публично глумился над религией». Он даже собирался продать свои вотчины и уехать за границу, уверяя, что: «на Москве людей нет, все люд глупый, жить не с кем».
В начале 1623 года был вновь обвинён в ереси и подвергся ссылке в Кирилло-Белозерский монастырь. В конце того же года раскаялся и получил помилование, ему возвратили дворянские права, после чего он постригся в монахи Троице-Сергиевого монастыря, где и умер 28 февраля (10 марта) 1625 года, о чём свидетельствовала надгробная надпись: «Князь Иван Андреевич Хворостинин представился 7133 (1625) года февраль в 28 день».
По родословной росписи показан бездетным.

## Творчество
Автор сочинения «Словеса дней, и царей, и святителей московских» (около 1619—1624), в котором даны характеристики многих государственных деятелей Смутного времени: Бориса Годунова, Лжедмитрия I, Василия Шуйского, патриарха Гермогена и др. В. О. Ключевский отмечал психологическую убедительность нарисованных Хворостининым портретов (автор «и в Борисе находит доброе, и в противном ему честолюбце Шуйском умеет душою поскорбеть об униженном величии») и охарактеризовал этот труд, как одну из первых в отечественной историографии попыток осмысления исторических процессов начала XVII века.
Перу Хворостинина также принадлежит ряд церковно-полемических работ с антиеретической и антикатолической направленностью: стихотворное «Изложение на еретики» и др.

## Краткая библиография
- [Стихотворения] // Русская силлабическая поэзия XVII—XVIII вв. — Л.: Советский писатель, 1970. — С. 62—70. — 424 с. — (Библиотека поэта). — 10 000 экз.
- [Стихотворения] // Виршевая поэзия (первая половина XVII века). — М.: Советская Россия, 1989. — С. 95—103. — 480 с. — (Сокровища древнерусской литературы). — 100 000 экз.
- Словеса дней, и царей, и святителей московских // БЛДР. — СПб.: Наука, 2006. — Т. 14. — 752 с. — ISBN 5-02-027074-1.